# Villaverde del Río (kommunhuvudort)
Villaverde del Río är en kommunhuvudort i Spanien.   Den ligger i provinsen Provincia de Sevilla och regionen Andalusien, i den sydvästra delen av landet, 400 km sydväst om huvudstaden Madrid. Villaverde del Río ligger 19 meter över havet och antalet invånare är 6 703.
Terrängen runt Villaverde del Río är platt åt sydost, men åt nordväst är den kuperad. Runt Villaverde del Río är det tätbefolkat, med 308 invånare per kvadratkilometer. Närmaste större samhälle är La Rinconada, 14,8 km sydväst om Villaverde del Río. Trakten runt Villaverde del Río består till största delen av jordbruksmark.